# Smartcat
Smartcat — система автоматизованого перекладу, що включає пам'ять перекладів, машинний переклад, управління глосаріями, функцію спільної роботи перекладачів над одним документом. Призначена для компаній (у тому числі перекладацьких) та окремих перекладачів.  
У стандартному виконанні Smartcat є хмарною платформою і не може бути встановлена на комп'ютер. Робота з нею проводиться за допомогою браузера. Її можна віднести до різних категорій програмного забезпечення, таких як системи автоматизованого перекладу, системи управління глобалізацією і біржі фрілансерів.

## Історія
Smartcat була спочатку розроблена в 2012—2015 роках як внутрішній інструмент автоматизованого перекладу ABBYY Language Solutions, постачальника лінгвістичних послуг всередині групи компаній ABBYY. Стимулом для її розвитку стало те, що компанія ABBYY LS почувала себе «скутою технологіями перекладу, що існували за останні 15 років» і потребувала рішення, яке дозволяло б «керувати проектами з десятками учасників, включаючи менеджерів проектів, перекладачів, редакторів і так далі» і було б при цьому «інтуїтивним, хмарним, потужним і масштабованим».
У 2016 році Smartcat вийшла з ABBYY LS, ставши окремою компанією, і залучила 2,8 мільйона доларів інвестицій від Іллі Широкова (колишнього генерального директора «Однокласників» та засновника соціальної мережі «Мій Круг», яку пізніше купив «Яндекс»). Засновник і гендиректор ABBYY LS Іван Смольников також пішов із компанії, щоб повністю зосередитися на Smartcat. Обговорюючи причини розділення, Смольников зазначив, що «бізнес перекладацьких послуг виявився не таким комплементарним до бізнесу технологій для автоматизації цієї галузі» та що перекладацькі компанії, потенційні клієнти Smartcat, «вважали, що SmartCAT розробляється конкурентом, і тому насторожено ставилися до продукту».
Відтоді компанія поступово розвивалась і тепер (станом на травень 2017) пропонує через свій «маркетплейс» послуги 110 000 фрілансерів і дає доступ до магазину додатків», який дає змогу інтегрувати Smartcat зі сторонніми інструментами.

## Підтримувані формати
Smartcat підтримує різноманітні вхідні формати, включаючи текстові документи, презентації, таблиці, відскановані документи та зображення (надаючи для останніх платний сервіс із розпізнавання), HTML-сторінки, файли ресурсів, стандартизовані двомовні формати та інші.
Також стверджується, що система підтримує пакети SDL Trados, що дає змогу використовувати Smartcat для роботи над проектами, спочатку призначеними для виконання в середовищі Trados, а також створювати вихідні пакети, які надалі можна завантажувати в Trados, хоча ступінь підтримки викликав сумнів у представників компанії SDL.
У таблиці нижче наведено неповний перелік підтримуваних форматів файлів.
| Формат файлів                                            | Розширення файлів                                  |
| -------------------------------------------------------- | -------------------------------------------------- |
| OpenDocument (OpenOffice.org / StarOffice / LibreOffice) | *.odt, *.ott, *.ods, *.ots, *.odp, *.otp           |
| Microsoft Open XML                                       | *.docx, *.xlsx, *.pptx, *.ppsx, *.ppt, *.pps       |
| Інші текстові документи                                  | *.txt, *.rtf                                       |
| Відскановані документи та зображення                     | *.pdf, *.jpeg, *.tiff, *.bmp, *.png, *.gif, *.djvu |
| HTML/XHTML                                               | *.html, *.xhtml,*.xht                              |
| DocBook                                                  | *.xml                                              |
| Одномовні XLIFF-файли Okapi                              | *.xlf, *.xliff, *.sdlxliff                         |
| Двомовні файли                                           | *.ttx                                              |
| Ресурси Android                                          | *.xml                                              |
| InDesign CS4 Markup                                      | *.idml                                             |
| Файли довідки                                            | *.xml, *.hmxp                                      |

## Типи облікових записів
У Smartcat існує три основні типи облікових записів: фрілансер, перекладацька компанія і кінцевий замовник. Подібності та відмінності між ними вказані нижче (всі можливості безкоштовні для використання, якщо не вказано інше):
|                                                                                                | Фрілансер                    | Постачальник лінгвістичних послуг (LSP)                     | Кінцевий замовник                                                               |
| ---------------------------------------------------------------------------------------------- | ---------------------------- | ----------------------------------------------------------- | ------------------------------------------------------------------------------- |
| Цільова аудиторія                                                                              | Фрілансери                   | Перекладацькі компанії (агентства) і перекладачі-підприємці | Компанії, що мають власні перекладацькі команди, а також будь-які інші компанії |
| Цілодобова підтримка                                                                           | Так                          | Так                                                         | Так                                                                             |
| Переклад власних проектів/документів                                                           | Так                          | Так                                                         | Так                                                                             |
| Пам'ять перекладів, термінологічні бази та контроль якості[недоступне посилання з лютого 2019] | Так                          | Так                                                         | Так                                                                             |
| Статистичний/нейронний машинний переклад (від Google або Microsoft)                            | Так (платно або безкоштовно) | Так (платно або безкоштовно)                                | Так (платно або безкоштовно)                                                    |
| Адаптивний машинний переклад (от Lilt)                                                         | Ні                           | Так (платно)                                                | Так (платно)                                                                    |
| Пропозиція своїх послуг через маркетплейс                                                      | Так                          | Ні                                                          | Ні                                                                              |
| Пропозиція послуг через маркетплейс LSP                                                        | Ні                           | Так (за запитом)                                            | Ні                                                                              |
| Робота над проектом у кілька стадій (переклад, редагування, коректура)                         | Ні                           | Так                                                         | Так                                                                             |
| Багатокористувацький обліковий запис (перекладачі, редактори, менеджери проектів і т. д.)      | Ні                           | Так (необмежена кількість)                                  | Так (необмежена кількість)                                                      |
| Наймання фрілансерів з маркетплейсу                                                            | Ні                           | Так (за ставкою фрілансера + комісія 10%)                   | Так (за ставкою фрілансера + комісія 10%)                                       |
| Наймання інших компаній з маркетплейса LSP                                                     | Ні                           | За запитом (за 10% від вартості замовлення)                 | Так (за 10% від вартості замовлення)                                            |
| Відкритий API                                                                                  | Ні                           | Так                                                         | Так                                                                             |

## Монетизація
На відміну від більшості систем автоматизації перекладу, Smartcat не стягує ліцензійну плату за використання продукту. Творці платформи пояснюють це тим, що «підрахунок кількості робочих місць у перекладацькому бізнесі просто недоречний, оскільки понад 90% співробітників таких компаній — фрілансери, причому щодня створюються спільні проекти, в яких бере участь різноманітна кількість осіб».
Натомість Smartcat отримує вже згадану вище комісію, що становить 10% від ставки фрілансера, який наймається через маркетплейс платформи (розмір своєї ставки кожен фрілансер визначає самостійно) або, у разі найму компанії, 10% від вартості замовлення. Крім цього, сервіс також пропонує платні підписки, що дають преміальну підтримку і можливість установки на локальному обладнанні (не в хмарі).

## Позиціонування та маркетинг
У 2017 році Smartcat провела ребрендинг, зробивши своїм гаслом фразу «Connecting Purple» (гра слів на «Connecting People» компанії Nokia), а також змінивши позиціонування: тепер Smartcat — «екосистема, що об'єднує компанії та перекладачів для спільної роботи» (форматування Smartcat). Під терміном «екосистема» компанія розуміє, що всі її користувачі, будь то замовники або перекладачі, є однаково важливими складовими всієї системи — системи, яка може процвітати, тільки якщо процвітають всі її учасники».
Smartcat приділяє велику увагу роботі з перекладачами, організовуючи для користувачів різні заходи та майданчики, включаючи портал спільноти (під девізом «Поговоримо про переклад»), безкоштовні курси та вебінари для перекладачів і процес сертифікації, заснований на перевірці учасниками перекладів один одного, у результаті якого вибираються так звані «старші перекладачі».

## Локалізація Smartcat
Інтерфейс користувача доступний російською, англійською, німецькою, японською, китайською та турецькою мовами, документація Smartcat — російською та англійською.

## Допомога та підтримка
Smartcat пропонує кілька способів навчання основам роботи в системі:
- Сторінки довідки для фрілансерів і корпоративних користувачів.
- Щотижневі освітні вебінари.
- Десятихвилинний вступний курс "Freelancer Essentials[недоступне посилання з лютого 2019]".

Для пошуку відповідей на складні питання, розв'язання проблем і повідомлення про помилки Smartcat надає цілодобову підтримку, доступну як із системи, так і електронною поштою. Крім цього, можна попросити про допомогу інших учасників через портал спільноти.